# قلب من مال من است و عشق من برای شخص دیگری است
قلب من مال من است و عشق من برای شخص دیگری است (به انگلیسی: My Heart is Mine and My Love is for Someone Else's) فیلمی هندی محصول سال ۱۹۶۰ و به کارگردانی کیشوره ساهو است. در این فیلم بازیگرانی همچون راج کومار، مینا کوماری، نادره، اوم پراکاش، شامی و هلن ایفای نقش کرده‌اند.